# Coupe de Suisse de hockey sur glace 2020-2021
Navigation
2019-2020
La Coupe de Suisse de hockey sur glace 2020-2021 est la 18e édition de cette compétition de hockey sur glace organisée par la Fédération suisse de hockey sur glace. 32 équipes y prennent part : les 12 clubs de National League, les dix meilleures formations de Swiss League, ainsi que différents clubs de MySports League voire de 1re, 2e ou de 3e ligue issus des qualifications. Le HC Ajoie, pensionnaire de SL, est le tenant du titre.

## Formule
La compétition se déroule en cinq tours. Les vainqueurs d'un tour se qualifient directement pour le prochain tour. Des matches de qualification ont lieu pour déterminer quelles équipes de MySports League, de 1re, 2e ou de 3e ligue entrent dans le tableau principal.
Le temps de jeu réglementaire pour tous les matchs est de 60 minutes (3 x 20 minutes).
S'il y a égalité après 60 minutes de jeu, une prolongation de cinq minutes est jouée en seizièmes, huitièmes, quarts et demi-finales, avec quatre joueurs de champ plus un gardien pour chaque équipe (si aucune pénalité n'est en cours), sans nettoyage préalable de la glace. L'équipe qui marque le premier but lors de la prolongation remporte la partie.
En finale, une prolongation de 20 minutes est jouée, avec cinq joueurs de champ plus un gardien pour chaque équipe (si aucune pénalité n'est en cours). L'équipe qui marque le premier but lors de la prolongation remporte la partie.
Si le score est toujours égal après la prolongation, il est immédiatement procédé à une séance de tirs au but avec cinq joueurs de chaque équipe figurant sur le rapport de match officiel.

## Participants au tableau principal
| National League (NL)      | Swiss League (SL)    | MySports League (MSL) | 1re ligue (1L)          | 2e ligue (2L) |
| ------------------------- | -------------------- | --------------------- | ----------------------- | ------------- |
| HC Ambrì-Piotta           | HC Ajoie             | HC Bâle               | PIKES EHC Oberthurgau   | EHC Raron     |
| CP Berne                  | HC La Chaux-de-Fonds | EHC Dübendorf         | HC université Neuchâtel |               |
| HC Bienne                 | GCK Lions            | Hockey Huttwil        | HCV Sion                |               |
| HC Davos                  | EHC Kloten           | EHC Seewen            |                         |               |
| HC Fribourg-Gottéron      | SC Langenthal        | EHC Thun              |                         |               |
| Genève-Servette HC        | HC Olten             | HCV Martigny          |                         |               |
| SC Langnau Tigers         | HC Sierre            |                       |                         |               |
| Lausanne HC               | HC Thurgovie         |                       |                         |               |
| HC Lugano                 | HC Viège             |                       |                         |               |
| SC Rapperswil-Jona Lakers | EV Zoug Academy      |                       |                         |               |
| EV Zoug                   |                      |                       |                         |               |
| ZSC Lions                 |                      |                       |                         |               |

## Nombre d'équipes par ligue et par tour
| National League 12 clubs | 12 | 12    | 6     | 4     | 2     |       |       |       |
| Swiss League 10 clubs    | 10 | 4     | 2     | Aucun | Aucun | Aucun | Aucun | Aucun |
| MySports League 6 clubs  | 1  | Aucun | Aucun | Aucun | Aucun | Aucun |       |       |
| 1re ligue 3 clubs        | 1  | Aucun | Aucun | Aucun | Aucun | Aucun |       |       |
| 2e ligue 1 club          | 1  | Aucun | Aucun | Aucun | Aucun | Aucun |       |       |
| Total                    | 32 | 16    | 8     | 4     | 2     |       |       |       |

## Résultats

### Seizièmes de finale

#### Groupe ouest
| 4 octobre 2020 | GCK Lions SL | 2-5 (0-2, 0-1, 2-2) | NL HC Ambrì-Piotta | KEK, Küsnacht 228 spectateurs |

| 4 octobre 2020 | HCV Martigny MSL | 1-4 (1-2, 0-1, 0-1) | SL HC Ajoie | Forum d'Octodure, Martigny 803 spectateurs |

| 4 octobre 2020 | EHC Raron 2L | 1-25 (0-6, 1-9, 0-10) | NL EV Zoug | Lonza Arena, Viège 700 spectateurs |

| 4 octobre 2020 | HC université Neuchâtel 1L | 0-4 (0-2, 0-1, 0-1) | NL Lausanne HC | Patinoire du Littoral, Neuchâtel 985 spectateurs |

| 4 octobre 2020 | HCV Sion 1L | 1-11 (0-4, 1-4, 0-3) | NL HC Bienne | Ancien Stand, Sion 575 spectateurs |

| 4 octobre 2020 | Hockey Huttwil MSL | 3-9 (1-2, 2-3, 0-4) | NL SC Langnau Tigers | Campus-Perspektiven, Huttwil 675 spectateurs |

| 4 octobre 2020 | SC Langenthal SL | 3-1 (1-1, 2-0, 0-0) | SL HC Olten | Eishalle Schoren, Langenthal 611 spectateurs |

| 4 octobre 2020 | HC Thurgovie SL | 1-3 (0-0, 1-1, 0-2) | SL EHC Kloten | Güttingersreuti (de), Weinfelden 602 spectateurs |

| 4 octobre 2020 | EHC Thun MSL | 3-6 (2-2, 0-1, 1-3) | SL HC Viège | Grabengut, Thoune 379 spectateurs |

| 4 octobre 2020 | HC Sierre SL | 2-8 (0-1, 0-2, 2-5) | NL HC Fribourg-Gottéron | Patinoire de Graben, Sierre 1 707 spectateurs |

| 4 octobre 2020 | SL EV Zoug Academy | 1-2 (pr) (0-0, 0-0, 1-1, 0-1) | NL SC Rapperswil-Jona Lakers | Bossard Arena, Zoug 226 spectateurs |

| 5 octobre 2020 | HC Bâle MSL | 0-4 (0-1, 0-2, 0-1) | NL CP Berne | Arena Saint-Jacques, Bâle 2 465 spectateurs |

| 5 octobre 2020 | HC La Chaux-de-Fonds SL | 0-3 (0-0, 0-2, 0-1) | NL Genève-Servette HC | Patinoire des Mélèzes, La Chaux-de-Fonds 1 112 spectateurs |

| 14 octobre 2020 | EHC Seewen MSL | 1-7 (0-3, 0-1, 1-3) | NL HC Davos | Stadion Zingel, Seewen (de) 0 spectateurs |

| 20 octobre 2020 | EHC Dübendorf MSL | 0-9 (0-2, 0-5, 0-2) | NL ZSC Lions | Im Chreis, Dübendorf 890 spectateurs |

| 25 octobre 2020 | PIKES EHC Oberthurgau 1L | 1-11 (1-3, 0-2, 0-6) | NL HC Lugano | Eissportzentrum Oberthurgau, Romanshorn 503 spectateurs |

### Huitièmes de finale
| 25 octobre 2020 | CP Berne NL | 2-0 (2-0, 0-0, 0-0) | NL HC Davos | PostFinance Arena, Berne 0 (huis clos) spectateurs |

| 25 octobre 2020 | EHC Kloten SL | 1-3 (0-0, 1-1, 0-2) | SL HC Ajoie | Swiss Arena, Kloten 3 087 spectateurs |

| 25 octobre 2020 | SC Langenthal SL | 2-1 (pr) (0-0, 0-1, 1-0, 1-0) | NL EV Zoug | Eishalle Schoren, Langenthal 0 (huis clos) spectateurs |

| 25 octobre 2020 | SC Rapperswil-Jona Lakers NL | 2-3 (pr) (1-1, 0-1, 1-0, 0-1) | NL HC Ambrì-Piotta | St. Galler Kantonalbank Arena, Rapperswil 2 469 spectateurs |

| 25 octobre 2020 | Lausanne HC NL | 5-2 (2-2, 0-0, 3-0) | NL HC Bienne | Vaudoise aréna, Lausanne 1 000 spectateurs |

| 25 octobre 2020 | Genève-Servette HC NL | 4-2 (2-2, 1-0, 1-0) | NL SC Langnau Tigers | Patinoire des Vernets, Genève 2 627 spectateurs |

| 7 novembre 2020 | HC Viège SL | 1-4 (0-1, 1-2, 0-1) | NL HC Fribourg-Gottéron | Lonza Arena, Viège 0 (huis clos) spectateurs |

| 7 novembre 2020 | HC Lugano NL | 2-3 (pr) (1-0, 1-2, 0-0, 0-1) | NL ZSC Lions | Cornèr Arena, Lugano 0 (huis clos) spectateurs |

### Quarts de finale
| 30 novembre 2020 | SC Langenthal SL | 0-8 (0-3, 0-0, 0-5) | NL ZSC Lions | Eishalle Schoren, Langenthal 0 (huis clos) spectateurs |

| 30 novembre 2020 | HC Ambrì-Piotta NL | 1-2 (0-1, 0-1, 1-0) | NL HC Fribourg-Gottéron | Patinoire de la Valascia, Quinto 0 (huis clos) spectateurs |

| 1er décembre 2020 | Genève-Servette HC NL | 1-0 (TB) (0-0, 0-0, 0-0, 0-0) | NL Lausanne HC | Patinoire des Vernets, Genève 0 (huis clos) spectateurs |

| 14 décembre 2020 | HC Ajoie SL | 0-3 (0-1, 0-1, 0-1) | NL CP Berne | Raiffeisen Arena, Porrentruy 0 (huis clos) spectateurs |

### Demi-finales
| 20 décembre 2020 | HC Fribourg-Gottéron NL | 1-4 (0-0, 1-2, 0-2) | NL ZSC Lions | BCF-Arena, Fribourg 0 (huis clos) spectateurs |

| 7 février 2021 | CP Berne NL | 3-2 (TB) (0-0, 1-2, 1-0, 0-0) | NL Genève-Servette HC | PostFinance Arena, Berne 0 (huis clos) spectateurs |

### Finale
| 28 février 2021 | ZSC Lions NL | 2-5 (1-1, 0-3, 1-1) | NL CP Berne | Hallenstadion, Zurich 0 (huis clos) spectateurs |

| Feuille de match | Feuille de match                                                           | Feuille de match            | Feuille de match | Feuille de match                                                         |
| ---------------- | -------------------------------------------------------------------------- | --------------------------- | --- | ------------------------------------------------------------------------ |
|                  | Hollenstein (Krüger) — 13 min 20 s Noreau (Andrighetto) — 57 min 31 s (SN) | 0-1 1-1 1-2 1-3 1-4 1-5 2-5 | Olofsson (en) (Jeffrey, Conacher) — 11 min 13 s (SN) Praplan (Zryd (de), Sopa) — 25 min 37 s Heim (Praplan) — 28 min 29 s Olofsson (Jeffrey, Conacher) — 34 min 36 s Scherwey (Pestoni, Heim) — 46 min 15 s | Arbitrage : Micha Hebeisen, Daniel Stricker Dario Fuchs, David Obwegeser |
| Waeber           | Gardiens                                                                   | Karhunen                    | | Arbitrage : Micha Hebeisen, Daniel Stricker Dario Fuchs, David Obwegeser |
| 6 min            | Pénalités                                                                  | 6 min                       | | Arbitrage : Micha Hebeisen, Daniel Stricker Dario Fuchs, David Obwegeser |
|                  |                                                                            |                             | | Arbitrage : Micha Hebeisen, Daniel Stricker Dario Fuchs, David Obwegeser |

### Feuille de match de la finale
1. ↑  ZSC Lions-CP Berne - 28 février 2021